# Typový druh

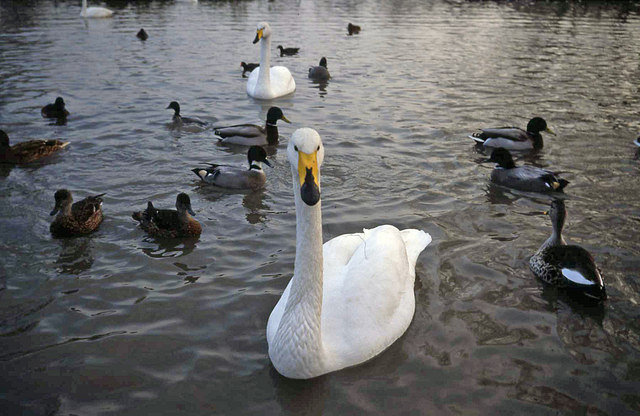
Labuť zpěvná (Cygnus cygnus)

Typový druh je druh, ke kterému se v biologické nomenklatuře trvale váže jméno určitého rodu. Pokud je rod obsahující více druhů rozdělen na několik rodů menších, původní rodové jméno automaticky náleží tomu novému rodu, do kterého je zařazen typový druh původního rodu. Tím se minimalizují případné nejednoznačnosti či zmatky.